# Asier Villalibre
Asier Villalibre Molina (Gernika-Lumo, 1997. szeptember 30. —) spanyol korosztályos válogatott labdarúgó, az Athletic Bilbao csatárja.

## Pályafutása

### Klubcsapatokban

#### Athletic Bilbao
2016. december 4-én nevezték először a csapatba, majd a 85. percben lépett pályára Iñaki Williams-t váltva, az SD Eibar elleni 3–1-s bajnokin. A harmadik találatnál ő adta a gólpasszt, amit Iker Muniain értékesített. Négy nappal később Európa porondon is bemutatkozott az Európa Ligában az osztrák Rapid Vienna ellen. Az 1–1-s összecsapáson ugyancsak gólpasszal vette ki részét.
Több mint három évvel később jegyezte első gólját, a Sestao River elleni 0–4 kupamérkőzésén.

## Statisztika
| Klub              | Szezon           | Bajnokság          | Bajnokság | Bajnokság | Kupa  | Kupa  | Európa | Európa | Egyéb | Egyéb | Összes | Összes |
| Klub              | Szezon           | Liga               | Mérk.     | Gólok     | Mérk. | Gólok | Mérk.  | Gólok  | Mérk. | Gólok | Mérk.  | Gólok  |
| ----------------- | ---------------- | ------------------ | --------- | --------- | ----- | ----- | ------ | ------ | ----- | ----- | ------ | ------ |
| Basconia          | 2013–14          | Tercera División   | 11        | 6         | —     | —     | —      | —      | —     | —     | 11     | 6      |
| Basconia          | 2014–15          | Tercera División   | 34        | 20        | —     | —     | —      | —      | —     | —     | 34     | 20     |
| Basconia          | Összesen         | Összesen           | 45        | 26        | 0     | 0     | 0      | 0      | 0     | 0     | 45     | 26     |
| Bilbao Athletic   | 2014–15          | Segunda División B | 2         | 0         | —     | —     | —      | —      | 2     | 0     | 4      | 0      |
| Bilbao Athletic   | 2015–16          | Segunda División   | 32        | 3         | —     | —     | —      | —      | —     | —     | 32     | 3      |
| Bilbao Athletic   | 2016–17          | Segunda División B | 27        | 11        | —     | —     | —      | —      | —     | —     | 27     | 11     |
| Bilbao Athletic   | 2018–19          | Segunda División B | 38        | 23        | —     | —     | —      | —      | —     | —     | 38     | 23     |
| Bilbao Athletic   | Összesen         | Összesen           | 99        | 37        | 0     | 0     | 0      | 0      | 2     | 0     | 101    | 37     |
| Athletic Club     | 2016–17          | La Liga            | 6         | 0         | 0     | 0     | 2      | 0      | —     | —     | 8      | 0      |
| Athletic Club     | 2019–20          | La Liga            | 19        | 3         | 4     | 2     | —      | —      | —     | —     | 23     | 5      |
| Athletic Club     | 2020–21          | La Liga            | 22        | 3         | 5     | 1     | —      | —      | 2     | 1     | 29     | 5      |
| Athletic Club     | Total            | Total              | 47        | 6         | 9     | 3     | 2      | 0      | 2     | 1     | 60     | 10     |
| Numancia (loan)   | 2016–17          | Segunda División   | 6         | 0         | 4     | 2     | —      | —      | —     | —     | 10     | 2      |
| Valladolid (loan) | 2017–18          | Segunda División   | 13        | 0         | 0     | 0     | —      | —      | —     | —     | 13     | 0      |
| Lorca (loan)      | 2017–18          | Segunda División   | 12        | 0         | 0     | 0     | —      | —      | —     | —     | 12     | 0      |
| Karrier összesen  | Karrier összesen | Karrier összesen   | 222       | 69        | 13    | 5     | 2      | 0      | 4     | 1     | 241    | 85     |

1. ↑  Appearance(s) in Promotion Playoffs
2. ↑  Appearance(s) in UEFA Europa League
3. ↑  Appearance(s) in Supercopa de España